# Jules Ancion
Julius Theodoor (Jules) Ancion (Palembang, 21 augustus 1924 – Den Haag, 30 november 2011) was een Nederlands hockeyer. Hij maakte deel uit van het team dat voor Nederland uitkwam op de Olympische Spelen van 1952. Hier won Ancion met de nationale hockeyploeg de zilveren medaille. In de finale, op 24 juli 1952, verloor het elftal onder leiding van bondscoach Rein de Waal van titelverdediger India.
Ancion, geboren in het voormalige Nederlands-Indië, speelde drie duels tijdens die Olympische Spelen van Helsinki: tegen achtereenvolgens West-Duitsland (0-0), Pakistan (1-0) en, tot slot, de finale tegen India. Tussen 1949 en 1954 kwam hij 35 maal uit voor het nationale team. Na zijn actieve hockeyloopbaan bleef hij de sport trouw. In 1970 volgde hij Roepie Kruize op als interim bondscoach van de nationale ploeg, een jaar later maakte Ancion plaats voor Ab van Grimbergen. Hierna heeft Ancion nog jarenlang diverse functies vervuld voor het Nationaal Olympisch Commitee.
Ancion werkte jarenlang als tandarts in Wassenaar. Hij overleed in november 2011 op 87-jarige leeftijd.
Ancion kreeg meerdere kinderen. Een van zijn zonen is acteur Thom Hoffman.
Jules Ancion · 
André Boerstra · 
Harry Derckx · 
Han Drijver · 
Dik Esser · 
Wim van Heel · 
Roepie Kruize · 
Dick Loggere · 
Lau Mulder · 
Eddy Tiel · 
Leo Wery ·
Coach: Rein de Waal